# 恋舞妓
恋舞妓（こいまいこ）とは、京都の花街、祇園甲部のお茶屋「つる居」に所属する舞妓でされるユニット名である。
J:COMチャンネルで放送される情報番組「恋舞妓の京都慕情」への出演のほか、花街以外での催しなどの活動を行なっている。

## 経緯
関西テレビが運営していたCS放送「関西テレビ☆京都チャンネル」が2007年10月～2008年6月に放映していた「祇園舞妓スター誕生」という、 京都・祇園甲部「つる居」でお見世出し(デビュー)されたばかりの舞妓・紗矢佳と同じ屋形の妹達である仕込み(見習い)の美里(のちの 杏佳)と瞳(のちの 君千代)の3人がボイストレーニング、振付に悪戦苦闘しながら、スターを目指し、CDデビューするまでの道のりを描くドキュメンタリー番組で、紗矢佳・美里・瞳のユニットは「こいまいこ(恋舞妓)」と命名され、2008年1月3日「京都遠恋物語」(作詞：円広志、音田淳/作曲：円広志)でCDデビューする。
紗矢佳、杏佳、君千代の「恋舞妓」は同局の後継番組である旅バラエティで、訪問先で「京都遠恋物語」を披露する「京都祇園 恋舞妓の新道中」にも出演する。
2010年6月1日からJ:COM制作のケーブルテレビ情報番組「恋舞妓の京都慕情」が紗矢佳、杏佳の出演でスタートし、以降「つる居」所属の舞妓の姉妹が番組出演を継承している。
2016年7月、有料会員向け「恋舞妓おふぃしゃるふぁんさいと」を開設。運営はJ:COM(株式会社ジュピターコム)とは無関係で、恋舞妓ファンに独自の情報や写真集、動画の配信、オリジナルグッズの販売などを行なっている。